# Jean Brèthes
Jean Brèthes (Saint-Sever, 1871 – Buenos Aires, 1928) è stato un entomologo francese.

## Biografia
Riportato anche come Jean Brethes, Juan Brethes, Juan Bréthes o Juan Brèthes.
Era uno scienziato autodidatta, naturalista, entomologo, ornitologo, zoologo e geologo. Primo entomologo del Museo Nazionale, oggi noto come il Museo Argentino di Scienze Naturali. Stretto collaboratore di Florentino Ameghino, ha tradotto diverse sue opere in francese. Grazie alla sua intensa attività, ha sistematizzato un gran numero di specie entomologiche latinoamericane. Precursore nella lotta contro i parassiti agricoli in un momento in cui gli insetticidi non erano stati sviluppati per combatterli.
Pubblicò circa duecento lavori sugli insetti, tra cui alcuni di carattere divulgativo.

È noto per aver descritto per primo i Cecidosidae, una tra le più primitive famiglie di lepidotteri.

## Pubblicazioni
1. Quelques notes sur plusieurs coprophages de Buenos Aires, Revista del Museo de La Plata, 1899.
2. Los escarabajos de Buenos Aires, Folleto de 16 pp. y figs., Bs. Aires, 1900.
3. Parisanopus, un nouveau genre de Staphylius, Comunicaciones del Museo Nacional de Buenos Aires, t. 1, pág. 215-219, 1900.
4. El Bicho Moro. Estudio biológico sobre Epicauta adspersa Klug y medios de destruirla, B.A.G., 1(14), pág. 20-31, 1901.
5. Notes biologiques sur trois hyménoptères de Buenos Aires, Revista del Museo de la Plata, t. 10, pág. 195-205,  1901.
6. Métamorphoses de L´Uroplata (Heterispa) Costipennis, Anales del Museo Nacional, t. VIII, pág. 13-16, 1902.
7. Contributions á l’étude des Hyménoptères de l´Amérique du Sud et spécialement de la République Argentine: Les Chrysidides, Anales del Museo Nacional, t. VIII, pág. 263-295, 1902.
8. Les Pinophilinis Argentins (Coléoptères Staphylins), Anales del Museo Nacional, t. VIII, pág. 305-18, 1902.
9. Sur quelques Nids de Vespides, Anales del Museo Nacional, t. VIII, pág. 413-18, 1902.
10. Un nuevo Meteorus argentino (Hymenóptera, Braconidae), Anales del Museo Nacional, t. IX, pág. 53, 1903.
11. Los Euménidos de las Repúblicas del Plata, Anales del Museo Nacional, t. IX, pág. 231, 1903.
12. Contribución al estudio de los Véspidos sudamericanos y especialmente argentinos, Anales del Museo Nacional, t. IX, 1903.
13. Un nuevo Anthidium de Patagonia, Anales del Museo Nacional, t. IX, pág. 351-353, 1903.
14. Trimeria buyssoni, Un nuevo Masárido argentino, Anales del Museo Nacional, t. IX, pág. 371-374, 1903.
15. Himenópteros nuevos o poco conocidos Parásitos del bicho de cesto (Oeceticus platensis Berg), Anales del Museo Nacional, t. XI, pág. 17-24, 1904.
16. Insectos de Tucumán, Anales del Museo Nacional, t. XI, pág. 329-47, 1904.
17. Biología del Dasyscelus normalis Brunn, Anales del Museo Nacional, XII, pág. 67-73, 1905.
18. Descripción de un nuevo género y de una nueva especie de Clavicornio de Buenos Aires (Coleóptero), Anales de la Sociedad Científica Argentina, 59, pág. 76-79, 1905.
19. Nuevos Euménidos argentinos, Anales del Museo Nacional, XII, pág. 21-39, 1906.
20. Sarcophaga Caridei, una nueva mosca langosticida, Anales del Museo Nacional, t. XIII, pág. 297, 1906.
21. Véspidos y Eumenídidos sudamericanos (nuevo suplemento), Anales del Museo Nacional, t. XIII, pág. 311, 1906.
22. Himenópteros sudamericanos, Anales del Museo Nacional, t. XVI, pág. 1, 1907.
23. Chlanidefera Culleni Una nueva mariposa argentina, Anales del Museo Nacional, t. XVI, pág. 45, 1907.
24. Catálogo de los Dípteros de las repúblicas del Plata, Anales del Museo Nacional, t. XVI, pág. 277, 1907.
25. El género Urellia (Díptera) en el Plata, Anales del Museo Nacional, t. XVI, pág. 367, 1907.
26. Una nueva Urellia de Patagonia, Anales del Museo Nacional, t. XVI, pág. 471, 1907.
27. Sobre tres Exorista (Dipt.) parásitas de la Palustra tennis Berg, Anales del Museo Nacional, t. XVI, pág. 473, 1907.
28. A propósito de la Mosca langosticida, Boletín de Agricultura y Ganadería, VII, nº 112 y 115, 1907.
29. Sobre algunas esfégides del grupo de Sphex Thoma, Anales del Museo Nacional, t. XVII, pág. 143, 1908.
30. Sobre la Mastophera extraordinaria Holbg. y su nidificación, Anales del Museo Nacional, t. XVII, pág. 163-168, 1908.
31. Dos nuevos Platypus (Col.) argentinos, Anales del Museo Nacional, t. XVII, pág. 225-227, 1908.
32. Contribución preliminar para el conocimiento de los Pepsis, Anales del Museo Nacional, XVII, pág. 233-243, 1908.
33. Masarygidae Una nueva familia de Dípteros, Anales del Museo Nacional, t. XVII, pág. 439-43, 1908.
34. Himenópteros de Mendoza y de San Luis, Anales del Museo Nacional, t. XVII, pág. 455, 1908.
35. Los insectos dañinos a la horticultura. El Torito (Ditoboderus abderus), Boletín Agrícola Ganadero, t. 8, pág. 4-8, 1908.
36. Descripción de una larva de Glyptobasis, Revista Chilena de Historia Natural, t. II, 1908.
37. Sobre la avispa langosticida, Revista del Jardín Zoológico, Buenos Aires,  1908.
38. Notas sobre algunos Arácnidos, Anales del Museo Nacional, t. XIX, pág. 45, 1909.
39. Himenópteros nuevos de las repúblicas del Plata y del Brasil, Anales del Museo Nacional, t. XIX, pág. 49-69, 1909.
40. Una Anthophorina parásita, Anales del Museo Nacional, t. XIX, pág. 81-83, 1909.
41. Dípteros e Himenópteros de Mendoza, Anales del Museo Nacional, t. XIX, pág. 85-105, 1909.
42. El Bicho colorado, Anales del Museo Nacional, t. XIX, pág. 211-217, 1909.
43. Notas Himenopterológicas, Anales del Museo Nacional, t. XIX, pág. 219-23, 1909.
44. Himenóptera paraguayensis, Anales del Museo Nacional, t. XIX, pág. 225-256, 1909.
45. Himenópteros en Mendoza y de San Luis, folleto, Buenos Aires, Impr. de J. A. Alsina, 1909.
46. Coleópteros argentinos y bolivianos, en Anales Sociedad Científica Argentina, t. LXIX, pág. 205, 1910.
47. Sur les Aneyloscelis et genres vaisins, Boletín de la Sociedad Entomológica Francesa, pág. 211-213, 1910.
48. Dos insectos nuevos chilenos, Revista Chilena de Historia Natural, t. IV, pág. 67-69, 1910.
49. Sur quelques hyménoptères du Chili, Revista Chilena de Historia Natural, t. IV, pág. 141-146, 1910.
50. El género Pepsis en Chile, Revista Chilena de Historia Natural, t. IV, pág. 201-210, 1910.
51. Quelques nouveau Ceropalides du Musée de S. Paulo, Revista del Museo Paulista, t. VIII, pág. 64-70, 1910.
52. Dípteros nuevos o poco conocidos de Sud América, Revista del Museo Paulista, t. VIII, pág. 469-484, 1910.
53. Los mosquitos de la República Argentina,  Congreso Científico Internacional Americano, t. 1 351, 1910.
54. Himenópteros argentinos, Anales del Museo Nacional, t. XX, pág. 205-316, 1910.
55. Sobre la Brachycoma acridiorum (Weyenb.), Anales del Museo Nacional, t. XXII, pág. 444-446, 1912.
56. Descripción de un nuevo una anthopgénero y especie nueva de Chironomidae (Dípt.), Anales del Museo Nacional, t. XXII, pág. 451-456, 1912.
57. Descripción de un nuevo género y especie de cochinilla de la República Argentina, Anales del Museo Nacional, t. XXIII, pág. 279-281, 1912.
58. Los mosquitos de la República Argentina, Bol. Inst. Ent. Pat., t. 1, pág. 1-48, 1912.
59. Description d´un Colèpteré argentin nouveau, Revista Physis, 1 (2), pág. 87-88, 1912.
60. Himenópteros de la América Meridional, Anales del Museo Nacional, t. XIV, pág. 35, 1913.
61. Description d´un Pandeleteius nouveau de Buenos Aires, Revista Physis, 2, pág. 192-193, 1913.
62. Las plagas de la agricultura Nº1, folleto de vulgarización, 1913.
63. Las plagas de la agricultura Nº2, folleto de vulgarización, 1913.
64. Description d´un nouveau Chironomidae du Chili, Revista Chilena de Historia Natural, t. XVII, pág. 19-20, 1913.
65. Description d´un nuovel Hymenóptère du Chili, Revista Chilena de Historia Natural, t. XVII, pág. 34, 1913.
66. Description d´un nuoveau Curculionidae du Chili, Revista Chilena de Historia Natural, t. XVII, pág. 39-40, 1913.
67. Description d´un nuoveau genre et d´une nouvelle espèce d´Hemiptère Sud Americaine, Revista Chilena de Historia Natural, t. XVII, pág. 151-152, 1913.
68. Un nouveau genre et d´une nouvelle espece de Cynipide du Chili, Revista Chilena de Historia Natural, XVII, pág. 159-161, 1913.
69. Una nouvelle espèce de Diptère pupirare du Chili,  Revista Chilena de Historia Natural, t. XVII, pág. 201-204, 1913.
70. Quelques Ichneumonidae nouveau recueillis par M. le Prof.  Porter dans les provinces d´Aconcagua et Tacna, Revista Chilena de Historia Natural, t. XVII, pág. 238-241, 1913.
71. Nuestros enemigos veraniegos. La diversidad de los mosquitos, Caras y Caretas, Año XV, Nº755, 1913.
72.  Los insectos dañinos, Caras y Caretas, Año XV, Nº760, 1913.
73.  La Ceratitis capitata y la drosophilia, Caras y Caretas, Año XV, Nº766 1913.
74. Notes synonymiques sur quelques insectes argentins, Boletín de la Sociedad Entomológica Francesa, pág. 58-59, 1914.
75.  Une nouvelle espèce d´Ulidinas de Tucumán, Boletín de la Sociedad Entomológica Francesa, pág. 87-88, 1914.
76. Notas entomológicas, Revista Physis, 1 (8), pág. 583-84, 1914.
77. Les ennemies de la Diaspis pentagona dans la République Argentine, Nunquam Otiosus I., Imp. Zuppichini y Vargas., 1914.
78. Notes sur quelques Dolichodérines argentines, Anales del Museo Nacional, t. XXVI, pág. 93-96, 1914.
79. Description d ´un nouveau Syrphidae de la République Argentine, Anales del Museo Nacional, t. XXVI, pág. 97-98, 1914.
80. Description de six Cecidomyidae (Dipt.) de Buenos Aires, Anales del Museo Nacional, t. XXVI, pág. 151-56, 1914.
81. Sur les formes sexuelles de deux Dolichoderines, Anales del Museo Nacional, t. XXVI, pág. 231-234, 1914.
82. Contribution à l´etude des Pepsis, Anales del Museo Nacional, t. XXVI, pág. 235-360, 1914.
83. Description d´un nouveau Prionomitus du Chili, Anales de Zoología Aplicada, pág 29-30, 1914.
84. Los Insectos y la Agricultura, “El Diario”, tomo LXI, 14/7/1914.
85. Las avispas útiles, el Philoponectroma pectinatum, Caras y Caretas, Nº 817, 1914.
86. Description d´un Braconidae et d´un Proctotrupidae du Chili, Revista Chilena de Historia Natural, pág. 13-14, 1915.
87. Description d´un hyménoptère du Chili,  Revista Chilena de Historia Natural, XIX,pág. 69, 1915.
88.  Description de trois Chalcididae du Chili, Revista Chilena de Historia Natural, XIX, pág. 87-88, 1915.
89. Sur la Prospalangia platensis (n. gen, n. sp.) (Hymen.) et sa biologie, Anales de la Sociedad Científica Argentina, 79, pàg. 314-320, 1915.
90. Descripción de un género nuevo y una nueva especie de Tisanóptero de la República Argentina, Anales del Museo Nacional, t. XXVII, pág. 89-92, 1915.
91. Un nouvel orthoptère de la République Argentine, Anales del Museo Nacional, t. XXVII, pág. 333-34, 1915.
92. A propósito de la nota del doctor F. Lahille sobre Prospaltella Berlesei How., Anales del Museo Nacional, t. XXVII, pág. 353-358, 1915.
93. Hyménoptéres parasites de l´Amérique Meridionale, Anales del Museo Nacional, t. XXVII, pág. 401-430, 1915.
94. El Anopheles albitarsis F Lch. A., La semana médica, XXIII, nº 1151, 1915.
95. La avispa contra la mosca (Prospalangia platensis), Caras y Caretas, nº 876, 1915.
96. Descripción de una nueva mosca langosticida, Anales del Museo Nacional, t. XXVIiI, pág. 141-144, 1916.
97. Algunas notas sobre mosquitos argentinos: su relación con las enfermedades palúdicas, etc. y descripción de tres especies nuevas, Anales del Museo Nacional, t. XXVIII, pág. 193-218, 1916.
98. Notable caso de precocidad en el naranjo común, Revista Physis,  II (10), pág. 175, 1916.
99. El Anópheles albitarsis F. Lch. A., Revista Physis,  II (10), pág. 175-77, 1916.
100. Estudio fito-zoológico sobre algunos Lepidópteros argentinos productores de agallas, Anales de la Sociedad Científica Argentina, 82, pàg. 113-40, 1916.
101. Le genre Xylocope Latreille dans la République Argentine, Revista Physis, II (12), pág. 407-21, 1916.
102. Un caso anormal en Polistes canadensis, var Ferreri Sauss, Revista Physis, II (12), pág. 423-24, 1916.
103. Sobre la variabilidad de algunos Crisomélidos, caso de Chalcophana lineata (Germ.), Revista Physis, II (12), pág. 424-25, 1916.
104. Description d´un nouveau genre et d´une nouvelle espece de Staphylinidae mirmecophile, Revista Physis, II (12), pág. 431-32, 1916.
105. Descripción de un nuevo Carábido de la República Argentina, Revista Physis, II (12), pág. 464-65, 1916.
106. Polistes canadensis, Chalcophena linesta, Staphylinides myrmécophile, nuevo Carábido, folleto, 7 pag., Imp. Coni, 1916.
107. Un insecto aprovechado, Caras y Caretas, nº 920, 1916.
108. Un bicho de cesto ingenioso, Caras y Caretas, nº 933, 1916.
109. Estudio sobre el instinto de los insectos argentino. El asesino, Caras y Caretas, nº 952, 1916.
110. Description de trois Hyménoptères du Chili, Revista Chilena de Historia Natural, XX, pág. 20-28, 1916.
111. Description d´un nouveau Coléoptère du Chili, Revista Chilena de Historia Natural, XX, pág. 75-78, 1916.
112. Un nouvel Empididae du Chili, Revista Chilena de Historia Natural, XX, pág. 83-89, 1916.
113. Description d´une nouvelle espèce de Thrips du Chili, Revista Chilena de Historia Natural, XX, pág. 109-111, 1916.
114. Description d´un nouveau genre et d´une nouvelle espèce d´Ortalidae du Chili, Anales de Zoología Aplicada, Año III, pág. 12-13, 1916.
115. Description de deux Hyménoptères Chiliens, Anales de Zoología Aplicada, Año III, pág. 24-27, 1916.
116. Descripción de dos nuevos himenópteros de Buenos Aires, Physis, III, pág. 90-91, 1916.
117. Description d´un nouveau Colubridae Aglypha de la République Argentine, Physis, III, pág. 94, 1916.
118. Las plagas de la Agricultura I, Anales de la Sociedad Rural Argentina, t. L, pág. 594-95, 1916.
119. Las plagas de la Agricultura II, Anales de la Sociedad Rural Argentina, t. LI, pág. 66-67, 1917.
120. Un enemigo de las frutas: la Ceratitis capitata, Anales de la Sociedad Rural Argentina, t. LI, pág. 301, 1917.
121. El piojo del pino Leucaspis pini, Anales de la Sociedad Rural Argentina, t. LI, pág. 384, 1917.
122. Consideraciones sobre el parasitismo del Bicho de Cesto, Anales de la Sociedad Rural Argentina, t. LI, pág. 399, 1917.
123. El Bicho Moro, Epicauta adspersa, Anales de la Sociedad Rural Argentina, t. LI, pág. 591-600, 1917.
124. El pequeño escarabajo negro, Dyscinetus gagates Burm, Anales de la Sociedad Rural Argentina, t. LI, pág. 600-601, 1917.
125. Descripción de dos nuevos Himenópteros de Buenos Aires, Physis, III (13), pág. 90-91, 1917.
126. Description d´un nouveau Colubridae aglypha de la República Argentina: Zamenis argentinus, Physis, III, página 91, 1917.
127. Description d´une nouvelle espèce de Moustique de Buenos Aires, Physis, III (13), pág. 226, 1917.
128. Sur une Cécidie de Physalis viscosa: description de la cécidie et de la Cecidomyie, Physis, III (14), pág. 239-241, 1917.
129. Description d´une Cécidie et de sa Cecidomyie d´une Lippia de Entre Ríos, Physis, III (15), pág. 411-413, 1917.
130. Description d´une galle et du papillon qui la produit, Physis, III (15), pág. 449-451, 1917.
131. Description d´une nouvelle Dexiinae argentine, Physis, III (16), pág. 115, 1917.
132. Los pulgones de las plantas, Anales de la Sociedad Rural Argentina, t. LI, pág. 666-668, 1917.
133. Una maravilla zoobotánica, Caras y Caretas, Nº 1002, 1917.
134. Description d´un Mymaridae nouveau du Chili, Revista Chilena de Historia Natural, XXI, pág. 82-84, 1917.
135. Description d'un nouveau sous-genre de Scymnus (Col.), Revista Chilena de Historia Natural, XXI, pág. 87-88, 1917.
136. Sur quelques Dipteres de Lima, Anales de Zoología Aplicada, Año IV, págs. 16–18, 1917.
137. Quatre Hyménoptères parasites du Chili, Anales de Zoología Aplicada, Año IV, págs. 25-29, 1917.
138. Un parasite nouveau de Catocephala rufosignata, Anales de Zoología Aplicada, Año IV, págs. 31-32, 1917.
139. La Fauna Argentina, Saint Hnos., Buenos Aires 1917.
140. Quelque Diptères du Chili, Revista Chilena de Historia Natural, XXII, pág. 49-50, 1918.
141. Cucilletta d'Insectes au Rio Blanco I. Hyménoptères, Revista Chilena de Historia Natural, XXII, pág. 161-166, 1918.
142. Cucilletta d'Insectes au Rio Blanco. II. Revista Chilena de Historia Natural, XXII, pág. 167-171, 1918.
143. Sobre algunos Himenópteros útiles del Sud del Brasil, Anales de la Sociedad Rural Argentina, t. LII, pág. 7-11, 1918.
144. El gusano de los naranjos, Anales de la Sociedad Rural Argentina, t. LII, pág. 73-76, 1918.
145. Tres nuevas cochinillas argentinas y sus parásitos, Anales de la Sociedad Rural Argentina, t. LII, pág. 148-58, 1918.
146. Método Biológico contra las plagas aplicado al Oceticus platensis. La Parexorista Caridei, Anales de la Sociedad Rural Argentina, t. LII, pág. 207-215, 1918.
147. La mosca de las frutas, Anastrepha fraterculus, Anales de la Sociedad Rural Argentina, t. LII, pág. 273-276, 1918.
148. La polilla de los graneros, Calandra oryzae, Tinea granella,  Anales de la Sociedad Rural Argentina, t. LII, pág. 339-342, 1918.
149. La mosca brava, Anales de la Sociedad Rural Argentina, t. LII, pág. 496-498, 1918.
150. La polilla del grano, Sitotrogra cerealilla, Anales de la Sociedad Rural Argentina, t. LII, pág. 683-585, 1918.
151. La galle et la cécidomyie d'Aeschynomene montevidensis, Physis, IV, págs. 312-313, 1918.
152. Description d´une nouvelle espée de Sphex de la République Argentine, Physis, IV, págs. 347-48, 1918.
153. Un Bembécido cazador de Hemípteros, Physis, IV, págs. 348-49, 1918.
154. Sobre una lepidopterocecidia del lecherón Sapium aucuparium, Physis, IV, págs. 356, 1918.
155. Description de deux Coleopteres Cantharides de Catamarca, Physis, IV, págs. 360-61, 1918.
156. Description d´un Chalcidien gallicole de la République Argentine, Boletín de la Sociedad Entomológica Francesa, pág. 82-84, 1918.
157. Nephila riverai, nouvelle araignée argentine, Boletín de la Sociedad Entomológica Francesa, pág. 82-84, 1918.
158. Sur quelques insectes du Pérou, Revista Chilena de Historia Natural, XXII, pág. 122-125, 1918.
159. Memoria de los trabajos realizados por el instituto Biológico de la Sociedad Rural Argentina. Sección Entomología, Publicación de la S. R. A., págs. 32-36, 1919.
160. La babosa de los perales, Caliroa limacina (Retz.), Anales de la Sociedad Rural Argentina, t. LIII, pág. 15-17, 1919.
161. El Pulex irritans L., parásito del cerdo, Anales de la Sociedad Rural Argentina, t. LIII, pág. 443-44, 1919.
162. Una agalla en Brigeron bonaerensis L, Physis, IV, págs. 601-2, 1919.
163. Un nuevo género Philoscaptus para Podalgus bonaerensis, Physis, IV, pág. 602, 1919.
164. Tenthredines nouveau du Chili, Revista Chilena de Historia Natural, XXIII, pág. 49-50, 1919.
165. Deux Coléoptères Chiliens nouveaux, Anales de Zoología Aplicada, Año VI, pág. 26-29, 1919.
166. Vespides, Eumenides et Sphegides Sud Americains de la Coll. J de Gaulle, Boletín de la Sociedad Entomológica Francesa, pág. 391-411, 1919.
167. Description d´un Arceris nouveau de Nouvelle Guinèe, Boletín de la Sociedad Entomológica Francesa, pág. 411, 1919.
168. El Selifron, Aspiraciones, 2 (8), págs. 382-84, 1919.
169. El Eumenes, Aspiraciones,  2 (10), págs. 467-69, 1919.
170. Cucilletta d'Insectes au Rio Blanco III Dipteres, Revista Chilena de Historia Natural, XXIII, pág. 40-44, 1919.
171. Description d´un nouvel Homoptère Chilien. Revista Chilena de Historia Natural, XXIV, pág. 10-11, 1920.
172. Description d´un nouveau Moustique do Pérou, Description d´un nouvel Homoptère Chilien. Revista Chilena de Historia Natural, XXIV, pág. 41-43, 1920.
173. Insectes du Pérou, Anales de la Sociedad Científica Argentina, LXXIX, págs. 27-55, 1920.
174. Insectes du Pérou II, Anales de la Sociedad Científica Argentina, LXXIX, págs. 124-134, 1920.
175. El Bicho de Cesto. Cómo vive, se multiplica y se difunde, Anales de la Sociedad Rural Argentina, t. LIV, pág. 235-247, 1920.
176. Insectos útiles y dañinos de Río Grande do Sul y del Plata, Anales de la Sociedad Rural Argentina, t. LIV, pág. 277-283, 1920.
177. La Diatraea saccharalis en la Provincia de Buenos Aires, Anales de la Sociedad Rural Argentina, t. LIV, pág. 943-948, 1920.
178. Las agallas del Molle de incienso, Aspiraciones, 2 (13), págs. 124-134, 1920.
179. Sobre un cristal de marcasita (sulfuro de hierro), Aspiraciones, 2 (15), págs. 208-211, 1920.
180. Description d'un nouveau diptére chilien, parasite de Laora variabilis, Anales de Zoología Aplicada, Año VII, págs. 12-13, 1920.
181. Un parasite de Notolophus antiqua, Anales de Zoología Aplicada, Año VII, pág. 15, 1920.
182. Memoria de los trabajos realizados por el instituto Biológico de la Sociedad Rural Argentina. Sección Entomología. 1919-1920, Publicación de la S. R. A., págs. 57-62, 1921.
183. La vaquita de la acacia Chapelus medios, Anales de la Sociedad Rural Argentina, t. LV, 1921.
184. Un nuevo Psyllidae de la República Argentina (Gyropsylla ilicola, Revista de la Facultad de Agronomía de La Plata, XIV, págs. 82-89, 1921.
185. Notas Coleopterológicas, Revista de la Facultad de Agronomía de La Plata, XIV, págs. 163-69, 1921.
186. Hymenóptères nouveau du Chili, Revista Chilena de Historia Natural, XXV, pág. 128-129, 1921.
187. Catalogue synonymique des Coccinellides du Chili, Revista Chilena de Historia Natural, XXV, pág. 453-456, 1921.
188. Sur trois Coléoptères chiliens, Revista Chilena de Historia Natural, XXV, pág. 457-461, 1921.
189. Description d'un nouveau genre et d'une nouvelle espèce D'Ipidae du Chili. Revista Chilena de Historia Natural, XXV, pág. 433-435, 1921.
190. Los Tabánidos del Plata, Estudios, 20 (4), págs. 280-290; (5) págs. 366-78; (6) págs. 443-55.
191. Description d'un Ceroplastes (Hem. Coccidae) de la République Argentine, et de son parasite (Hym. Chalcididae), Bulletin de la Société Entomologique de France, págs. 79-81, 1921.
192. Nouveaux Hyménoptères parasites du Chili. Anales de Zoología Aplicada, VIII, págs. 6-8, 1921.
193. Memoria de los trabajos realizados por el instituto Biológico de la Sociedad Rural Argentina. Sección Entomología. 1920-1921, Publicación de la S. R. A., págs. 52-55, 1922.
194. El Bicho de Cesto. Campaña 1920-1921. Dos nuevos parásitos. Publicación de la S.R.A., folleto, 26 págs., 1922.
195. El pulgón del manzano o pulgón lanígero, Anales Sociedad Rural Argentina, LVI, págs. 163-67, 1922.
196. Descripción de varios Coleópteros de Buenos Aires, Anales Sociedad Rural Argentina, LVI, pág.263- , 1922.
197. Biología de la Synthesiomyia brasiliana, Physis, V (20), págs. 292-93, 1922.
198. Himenópteros y dípteros de varias procedencias. Anales Sociedad Científica Argentina, XCIII, pág. 119-45, 1922.
199. Descripción de varios Coleópteros de Buenos Aires, Anales Sociedad Científica Argentina, XCIIII, pág. 263-305, 1922.
200. Por dos Bichos (Réplica semicientífica a dos artículos ídem), Buenos Aires, 16 págs., 1922.
201. Sur quelques Hyménoptères du Chili, Revista Chilena de Historia Natural, XXVII, pág. 124-128, 1923.
202. Primera contribución para el conocimiento de los "Strepsiptera" argentinos, Revista de la Facultad de Agronomía de La Plata, XV, págs. 41-58, 1923.
203. Himenóptera. Fam. Vespidae: Clypeolybia duckei n. sp, Revista de la Facultad de Agronomía de La Plata, XV, 1923.
204. Una nueva mariposa argentina Allorhodoecia hampsoni, Revista de la Facultad de Agronomía de La Plata, XV, págs. 59-64, 1923.
205. Cosas y Otras, Nunquam Otiosus II, 1923.
206. Varios Himenópteros de América del Sud, Nunquam Otiosus II, 1923.
207. Description de deux nouveaux Coléoptères du Chili II, Rehabilitation d´une espèce latreillium, Revista Chilena de Historia Natural, XXVII, pág. 39-43, 1923.
208. A propósito de la mosca Melieria Pasciata (Wied), Revista Chilena de Historia Natural, XXVII, pág. 182-184, 1923.
209. Un nouveau Spilochalcis du Chili, Revista Chilena de Historia Natural, XXVII, pág. 81, 1923.
210. Description d´un nouveau Ciidae du Chili, Revista Chilena de Historia Natural, XXVII, pág. 29-30, 1923.
211. Note sur un genre et une espèce de Coccinellides australiens passés inapercus, Bulletin de la Société Entomologique de France, págs. 227-229, 1923.
212. Memoria de los trabajos realizados por el instituto Biológico de la Sociedad Rural Argentina. Sección Entomología. 1921-1922, Publicación de la S. R. A., págs. 40-43, 1923.
213. La polilla del Repollo (Plutella maculipennis Curt.), Anales de la Sociedad Rural Argentina, LVII (4), págs. 162-166, 1923.
214. Sur un diptère mineur des feuilles de Salvia splendens et deux hyménoptères ses parasites, Revue de Zoologie Agricole et Appliquée, XXII, págs. 153-158, Bordeaux, 1923.
215. Un Phlebotomus nuevo para la República Argentina (Phelebotomus cortellezzii), La Semana Médica, XXX, págs. 361-364, 1923.
216. Sur une collection de Coccinellides (et un Phalacoidae) du British Museum, Anales del Museo Nacional, t. XXXIII, pág. 145-175, 1924.
217. Memoria de los trabajos realizados por el instituto Biológico de la Sociedad Rural Argentina. Sección Entomología. 1922-1923, Publicación de la S. R. A., págs. 37-44, 1924.
218. Description d´une galle de Calliandra bicolor et de l´Hyménoptère qui la produit, Revista Facultad de Agronomía, XV, 1924.
219. Quelques insectes du Paraguay, Revista Chilena de Historia Natural, XXVIII, pág. 67-72, 1924.
220. Sur quelques Diptères chiliens, Revista Chilena de Historia Natural, XXVIII, pág. 104-111, 1924.
221. Sur les Heliconisa et leurs différences sexuelles, Revista de la Universidad de Buenos Aires, 2º Serie, Sección V, tomo I, p. 37, 1924.
En colaboración con el Dr. E. L. Bouvier.
222. Sur quelques insectes de San José de Maipú, Revista Chilena de Historia Natural, XXVIV, pág. 34-35, 1925.
223. Coléoptères: principalment Coccinellides du British Museum, Nunquam Otiosus III, Imp. Ferrari, 1925.
224. Sur une collection de coccinellides du British Muséum, Anales del Museo Nacional, t. XXXIII, pág. 144, 1925.
225. Coccinellides du British Muséum avec une nouvelle famille de coléoptères, Anales del Museo Nacional, t. XXXIII, pág. 195, 1925.
226. Nuestros benefactores anónimos de las plantas: un nuevo insecto útil Sigalphus primus, Revista de la Facultad de Agronomía, XVI, Nº 1 y 2, págs. 57-63, 1925.
227. Parásitos e hiperparásitos de Diatraea saccharalis en la caña de azúcar de Tucumán, Revista Ind. Y Agr. de Tucumán, XVII, Nº 7 y 8, págs. 163-166, 1925.
228. Coléoptères et diptères chiliens, Revista Chilena de Historia Natural, XXIX, pág. 169-173, 1925.
229. Coccinellides du British Museum, Nunquam Otiosus IV, 1925.
230. Coléoptères Sud-Américains, Nunquam Otiosus IV, 1925
231. Un Coléoptère et un Diptère nouveaux de la Géorgie du Sud, Comunicaciones del Museo Nacional de Buenos Aires, t. II, pág. 169, 1925.
232. Descripción de un gorgojo que ataca la zanahoria: Aulametopiellus dauci n. gen. n. sp., Physis, VIII (30), págs. 414-416, 1926.
233. Une nouveau Staphylins (Col.) muricole de la République Argentine, Anales del Museo Nacional, t. XXXIV, pág. 17, 1926.
234. Florentino Ameghino,  Nunquam Otiosus V, 1926.
235. Hyménoptères du Colombia, Nunquam Otiosus V, 1926.
236. Obras y trabajos recibidos, Nunquam Otiosus V, 1926.
237. La lucha biológica contra el Bicho de Cesto (Oecetios kirbyi var. Platensis, Anales Sociedad Científica Argentina, CII, págs. 6-33, 1926.
238. Coléoptères et hyménoptères du Cuzco (Pérou), Revista Chilena de Historia Natural, XXX, pág. 44-48, 1926.
239. Un nouveau Tetrastichus (Chalcididae) parasite dans les nids de Latrodectus mactans, Revista Chilena de Historia Natural, XXX, pág. 57-58, 1926.
240. Description d’un nouveau genre et nouvelle espèce d’Ulididae du Chili, Revista Chilena de Historia Natural, XXX, pág. 187-188, 1926.
241. Sur le Syntomaspis laetus (Phil.), chalcidien parasite des galles de Colliguaya odorífera, Revista Chilena de Historia Natural, XXX, pág. 324-325, 1926.
242. Description provisoire de deux espèces nouvelles d´Anophelinae argentina, P. M. A., 3, 1926.
243. Contribución para el conocimiento de los mosquitos argentinos: descripción de un nuevo Megarhinus: Megarhinus tucumanus, Boletín del Instituto de Clínica Quirúrgica, 2, págs. 318–321, 1926.
244. Notas sobre los Anophelinos argentinos, Physis, 8 (30), págs. 305-15, 1926.
245. Elementos de mineralogía: texto aprobado por el S.G. para los colegios nacionales y escuelas normales, Buenos Aires, Libr. J. Moly, 1926.
246. Parásitos e hiperparásitos de Diatraea saccharalis en la caña de azúcar de Tucumán (Segunda Parte), Revista Ind. y Agr. de Tucumán, XVIII, 1927.
247. Nouveaux hyménoptères parasites du Chili, Revista Chilena de Historia Natural, XXXI, pág. 14-16, 1927.
248. Contribución para el conocimiento de los Anopheles Argentinos, C. N. M. (3º) 7, págs. 666-667, 1928.
249. Hyménoptères Sud-Américains du Deutsches Entomologisches Institut: Terebrantia, Berlin, Dahlem, 1928.
250. Elementos de Geología, Librería José Moly, Buenos Aires, 1928.
251. Contribution pour la connaissance des chrysomélides du Chili, Revista Chilena de Historia Natural, XXXII, pág. 204-220, 1928.
252.  A Propósito de Masarygus Brethes y de Sarcophaga caridei Brethes, Revista de la Sociedad Entomológica Argentina, 2(7), págs. 73-74, 1928. (póstumo).
- - Coleoptères, Principalement Coccinellides, Du British Museum. Imp. Ferrari, 16 pp.

| Brèthes è l'abbreviazione standard utilizzata per le specie animali descritte da Jean Brèthes. Categoria:Taxa classificati da Jean Brèthes |